# Stepanivka, Bilohirea
Stepanivka (în ucraineană Степанівка) este un sat în comuna Horoșiv din raionul Bilohirea, regiunea Hmelnîțkîi, Ucraina.

## Demografie
Componența lingvistică a localității Stepanivka
     Ucraineană (99,77%)
     Alte limbi (0,23%)
Conform recensământului din 2001, majoritatea populației localității Stepanivka era vorbitoare de ucraineană (99,77%), existând în minoritate și vorbitori de alte limbi.